# Vanil·lina
La vanil·lina o metil vanil·lina és un compost orgànic amb la fórmula molecular C₈H₈O₃, present a la beina de la vainilla. És un sòlid cristal·lí de color blanc, soluble en cloroform i èter.
La vanil·lina es produeix industrialment i s'empra com agent saboritzant en aliments i begudes i en l'elaboració de fragàncies i perfums. De la mateixa forma s'utilitza l'etil vanil·lina, una substància més cara però que presenta unes notes molt més fortes.

## Aplicacions
L'ús més gran de la vanil·lina és com a aromatitzant, generalment en aliments dolços. Les indústries de gelats i xocolata en conjunt representen el 75% del mercat de la vanil·lina com a aroma, amb quantitats més petites que s'utilitzen en conserves i productes de forn. La vanil·lina també s'utilitza en la indústria de les fragàncies, en perfums i per amagar olors o gustos desagradables en medicaments, pinsos per al bestiar i productes de neteja. També s'utilitza en la indústria del sabors, especialment per perfils cremosos com el refresc de nata.

#### Usos en medicina i/o investigació clínica
La vanil·lina ha despertat interès en alguns estudis relacionats amb possibles aplicacions medicinals. No obstant això, cal destacar que la majoria d'aquests estudis es troben en fases inicials i es necessita més recerca per confirmar i comprendre plenament els possibles beneficis per la salut.
Un dels estudis més destacats i amb gran importància, és la capacitat que té la vanil·lina per la prevenció i tractament del càncer i de la carcinogènesis. El càncer és una de les principals malalties a estala internacional i amb un gran impacte social. De manera que, utilitzar a vanil·lina com un component vital d'aliments fucionals anticancerosos pot ajudar a reduir les taxes d'aquesta malaltia.
Les principals accions de la vainil·lina a nivell anticàncer són les següents: 
| Lloc d'afecció                                               | Mecanisme d'acció |
| ------------------------------------------------------------ | --- |
| Cèl·lules somàtiques de medul·la òssea (Ratolí i Drosophila) | Reduir la taxa de mutació induida per metilmetà i mitomicina C, és a dir, efectes antagonistes a la genotoxicitat d'aquestes substàncies. |
| Cèl·lules somàtiques de la Drosophila melanogaster           | Efecte antimutagènic sobre N-etil-N-nitrosurea, N-metil-N-nutrosurea, metanosulfonat d'etil i bleomicina.                                 |
| Colon humà                                                   | Induir l'apoptosi en cèl·lules canceroses HT-29, obtenint la capacitat de prevenció del càncer de colon.                                  |
| Pulmó humà                                                   | Regular negativament l'expressió de Cav-1 i endarrerir la metàstasi en cèl·lules de càncer de pulmó (NCI-H460).                           |

Altres àrees d'investigació que inclouen i calen destacar són:
- Propietats Antioxidants: Té la capacitat de combatre l'estrès oxidatiu a les cèl·lules. Això podria tenir implicacions en la prevenció de malalties relacionades amb l'envelliment i la oxidació cel·lular.

- Efectes Antiinflamatoris: Interfeix en la alliberació de citoquines proinflamatòries, com el factor de necrosis tumoral alfa. A més a més, són capaces d'influir en diverses vies de senyalització cel·lular associades amb resposta inflamatòria, com la vía del factor nuclear kappa B. (NF-kB).[6]
- Activitat Antimicrobiana: Pot tenir una aplicació important en la lluita contra les infeccions bacterianes resistents, utilitzant-se com a tractament d'infeccions.[9]